# Bill Barlee
Pour les articles homonymes, voir Barlee.
Neville Langrell "Bill" Barlee (6 octobre 1932-14 juin 2012) est un homme politique canadien de la Colombie-Britannique. Il est député provincial néo-démocrate de la circonscription britanno-colombienne de Boundary-Similkameen d'une élection partielle en 1988 à 1991 et d'Okanagan-Boundary de 1991 à 1996.
Il est ministre dans les cabinets des premiers ministres Mike Harcourt et Glen Clark aux postes de ministre de l'Agriculture, des Pêcheries et de l'Alimentation de 1991 à 1993 et ministre de la Petite entreprise, du Tourisme et de la Culture de 1993 à sa défaite en 1996.
Barlee est aussi connu comme animateur avec Mike Roberts d'une émission sur l'histoire de l'ouest canadien nommée Gold Trails and Ghost Towns (en) et diffusée de 1986 à 1996.

## Biographie
Né à Grand Forks en Colombie-Britannique, Barlee grandit à Rossland est enseignant pendant une vingtaine d'années au Penticton Secondary School, écrivain et publieur. Il quitte l'enseignement pour se lancer dans la publication d'un magazine historique nommé Canada West, ainsi que les livres Gold Creeks and Ghost Towns et Guide to Goldplanning. En plus de l'écriture, il amasse une importante collections d'artéfacts de la conquête de l'Ouest. Plusieurs pièces de sa collection sont exposées au musée canadien de l'histoire, ainsi que dans des musées de Colombie-Britannique.
Élu à l'Assemblée législative de la Colombie-Britannique et nommé ministre, il contribue à la mise en place du programme et logo Buy BC afin de supporter les agriculteurs de la province.

## Travaux
- (en) Barlee N.L. 1976 Historic Treasures and Lost Mines of British Columbia. Canada West Publications.
- (en) Barlee, N.L. The Pictograph Country: Similkameen. S.l., 1966. Re-released as Similkameen: The Pictograph Country, self-published chapbook, 1978. Re-released as Similkameen: The Pictograph Country (Surrey: Hancock, 1989).
- (en) Barlee, N.L. The Prospectors' and Collectors' Guide: Covering the Okanagan, Shuswap, Similkameen Boundary, South Thompson Areas. (n.d.)
- (en) Barlee, N.L. South Okanagan: The Sagebrush Country (Canada West, n.d.).
- (en) Barlee, N.L. Gold Creeks and Ghost Towns: East Kootenay, Boundary, West Kootenay, Okanagan and Similkameen (Canada West Magazine, 1970?; Canada West Publications, 1980; Hancock House, 1984).
- (en) Barlee, N.L. The Guide to Gold Panning in British Columbia Gold Regions, Methods of Mining, etc (Summerland: N.L. Barlee, 1972, 1974; Summerland: Canada West, 1977; Victoria: Canada West Publications 1979, 1980; Blaine, WA: Big Country, 1984; Hancock House, 1993).
- (en) Barlee, N.L. (editor). The Best of Canada West (Langley: Stagecoach Publishing, 1978).
- (en) Barlee, N.L. West Kootenay: Ghost Town Country (Canada West Publications, 1984).
- (en) Barlee, N.L.  Gold Creeks and Ghost Towns of Northeastern Washington (Barlee, 1988; Hancock House, 1999).
- (en) Barlee, N.L. Lost Mines and Historic Treasures (Hancock House, 1993).